# The Rising (album NoNe)
The Rising – czwarty album zespołu NoNe. Wydawnictwo ukazało się 7 lipca 2008 roku nakładem wytwórni muzycznej Mystic Production. Album został nagrany z nowym wokalistą Chupą.

## Lista utworów
1. The Rising – 4:58
2. In One Moment – 3:20
3. Show me your real face – 4:35
4. The Truth – 3:31
5. Dead is all around – 6:00
6. This is war – 2:07
7. The day that never ends – 5:09
8. Inhuman nature – 5;35
9. Out of control – 3:06
10. Reason – 5:09
11. Devil Inside – 4:57
12. In atmosphere – 9:41

## Twórcy
- Chupa – wokal
- Metokles – gitara rytmiczna
- Bartass – gitara prowadząca
- Michał „Mihau” Kaleciński – gitara basowa
- Tomasz „Demolka” Molka – perkusja